# Santa Fe (kommun i Honduras, Departamento de Colón)
Santa Fe är en kommun i Honduras.   Den ligger i departementet Departamento de Colón, i den centrala delen av landet, 230 km nordost om huvudstaden Tegucigalpa. Antalet invånare är 5 603. Arean är 196 kvadratkilometer.
Terrängen i Santa Fe är huvudsakligen kuperad, men österut är den bergig.